# Tipula turanensis
Tipula turanensis är en tvåvingeart som beskrevs av Alexander 1934. Tipula turanensis ingår i släktet Tipula och familjen storharkrankar. Inga underarter finns listade i Catalogue of Life.